# Fuhne
Fuhne je menší řeka v Německu, která protéká na území spolkové země Sasko-Anhaltsko. Je to pravostranný přítok řeky Sály, ale zároveň i levostranný přítok řeky Muldy. Délka řeky od ústí k ústí činí 59 km. Plocha západní části povodí, která patří do povodí řeky Sály měří 701 km².

## Průběh toku
Řeka Fuhne pramení u Löberitz, což je místní část města Zörbig. Po několika stech metrech severně odtud dochází k rozdvojení toku (bifurkaci), kdy jedna část toku teče na západ do povodí řeky Sály a část druhá na východ do povodí řeky Muldy.

### Větší přítoky
- levé – Strengbach, Riede (tyto přítoky patří do povodí Sály)

## Vodní režim
Průměrný průtok při ústí do Sály u města Bernburg činí 1,13 m³/s.